# Rosamunde Pilcher: Im siebten Himmel
Im siebten Himmel ist ein deutsches Filmdrama von 2021 unter der Regie von Marco Serafini. Bei dem Film handelt es sich um die 162. Episode der Rosamunde-Pilcher-Filmreihe, deren Handlung auf der Kurzgeschichte Another view basiert. Die Hauptrollen im Film sind besetzt mit Antonia Bill, Jeroen Engelsman, Nina Kronjäger und  Charlotte Woolfe. Der Film ist Teil der Reihe „Herzkino-Filme“ des ZDF.
Nach einer Zwangsversetzung verliebt sich eine Jung-Vikarin ausgerechnet in den Mann, den sie in ihrer neuen Gemeinde eigentlich trauen soll.

## Handlung
Nachdem die junge Vikarin Rebecca Taylor, die der Anglikanischen Gemeinschaft angehört, zwei Frauen unerlaubterweise getraut hat, wird sie nach Cornwall strafversetzt. Kaum ist sie dort angekommen, macht sie auf der Straße Bekanntschaft mit dem Architekten Adam Morris, in den sie sich Hals über Kopf verliebt, auch wenn ihr Kennenlernen mit einem Missverständnis um ein gestohlenes Fahrrad beginnt.
Morris kümmert sich um den Neubau des Gemeindezentrums, ein Projekt, das von Lady Charlotte Biningham finanziert wird. Bei ihr handelt es sich um die wohlhabende Witwe eines in den Adelsstand erhobenen Architekten, der vor einem Jahr einen tödlichen Autounfall hatte. Rebecca Taylor, Becky gerufen, kümmert sich neben ihren Aufgaben als Vikarin gern um andere und in diesem Fall um die junge Kylie, die es in ihrem Zuhause nicht mehr ausgehalten hat und geflohen ist.
Obwohl Adam Morris Becky für den Verlust seines Fahrrades mitverantwortlich macht, freut er sich sehr, als er ihr erneut begegnet. Als Becky dann jedoch erfährt, dass Adam bereits vergeben ist und sie ihn sogar mit Emma Binningham, der Tochter von Charlotte Binningham, trauen soll, geht sie auf Distanz zu ihm, zumal Emma ihr erzählt, dass sie hoffe, einen schnellen Termin für die Trauung zu bekommen. Als Emma der Vikarin kurz darauf von einem vorehelichen Seitensprung mit ihrem Freund seit Kindertagen Ben Lockwood berichtet, bringt sie Becky allerdings in Gewissensnöte. Sie kann und will Emma nicht die von ihr erwartete Absolution erteilen. Zwischen Adam und Becky ist inzwischen eine Nähe entstanden, die auch Emma nicht verborgen bleibt. Als es zu einem Kuss zwischen beiden kommt, reißt Becky sich jedoch zusammen und erzählt Adam wahrheitswidrig, dass sie kein Interesse an ihm habe. 
So wird der Hochzeitstermin angesetzt und es sieht ganz so aus, als müsse Becky den Mann, den sie liebt, mit einer anderen trauen. Als sie die Frage stellt, ob jemand etwas gegen diese Ehe einzuwenden habe und dann jetzt sprechen oder für immer schweigen solle, meldet sich überraschend Kylie und bringt eine Lawine ins Rollen, die dazu führt, dass die Menschen zusammenfinden, die sich lieben und bisher nicht den Mut hatten, zu ihren wahren Gefühlen zu stehen. Und so kommen Becky und Adam zusammen und auch Emma gesteht sich endlich ein, dass sie Ben liebt.

## Produktion

### Produktionsnotizen
Es handelt sich um eine Produktion der FFP New Media GmbH und der Produzenten Vanessa Lackschéwitz und Michael Smeaton. Die Aufnahmeleitung hatte Susanne Bille inne, die Produktionsleitung Sebastian Haas und die Herstellungsleitung Beate Balser. Das Produktionsmanagement des ZDF lag bei Silvia Hamam und die Redaktion bei Andrea Klingenschmitt.
Die Dreharbeiten des Films fanden im Zeitraum 23. September bis 20. Oktober 2020 statt. Drehorte waren das Pfarrhaus sowie Privathäuser in Constantine und St. Ewe. Die Kirche war die St. Constantin Church, als Herrenhaus fungierte ein Privathaus auf dem Lizzard. Das Paradise Project war das Eden Project und die Kathedrale die Kathedrale von Truro. Als Pub fungierte Smuggler’s Inn in Cubert. Der Flughafen war der Newquay Cornwall Airport und der Strand der Trevaunance Beach in St. Agnes mit dem Imbiss St. Agnes Head.

### Soundtrack
- Backyard Boy von Claire Rosinkranz
- If I Ain’t Got You von Alicia Keys

## Rezeption

### Einschaltquote
Der am 5. Dezember 2021 erstmals im ZDF ausgestrahlte Film wurde von 4,68 Millionen Zuschauern eingeschaltet, was einem Marktanteil von 14 Prozent entsprach. Beim österreichischen Sender ORF 2 wurde der Film einen Tag früher gezeigt.

### Kritik
Tilmann P. Gangloff befasste sich auf der Seite tittelbach.tv mit dem Film, dem er 3½ von 6 möglichen Sternen gab. Der Kritiker stellte fest, dass das häufigste Erzählmuster im Herzkino des ZDF von einer Frau handele, die von zwei Männern umschwärmt werde. In diesem Film sei es jedoch ein Architekt, der sich zwischen zwei Frauen entscheiden müsse. Trotzdem sei die Hauptrolle weiblich. Zwar seien die Filme des Sonntagsfilm-Routiniers Marco Serafini, der Regie führe, „keine Filmkunst, aber seine Ensemble-Führung ist in der Regel ziemlich gut“. Das gelte auch „für die weitgehend kaum bekannten Mitwirkenden dieser Liebesgeschichte, gerade Antonia Bill und Jeroen Engelsman“ seien „sehenswert“. „Reizvoll sind auch die guten Dialoge: Da die Hauptfigur eine Geistliche ist, sind sie mit allerlei Bibelzitaten gewürzt.“.
Die Redaktion von TV Spielfilm zeigte mit dem Daumen nach rechts, gab für Humor einen von drei möglichen Punkten und tat den Film mit den Worten „Dröger Dreier nach dem immer gleichen Muster“ ab.